# Ara, País Valencià
Ara, País Valencià (Ahora, País Valenciano en español) es el nombre de la coalición formada por Esquerra Republicana del País Valencià, Els Verds del País Valencià y Esquerra Nacionalista Valenciana para las elecciones generales españolas de 2015, en las tres circunscripciones de la Comunidad Valenciana.
La coalición obtuvo 2 487 votos en el total de la Comunidad Valenciana.

## Gestación de la candidatura
Ante la cita electoral del 20 de diciembre, los republicanos de ERPV se decantaron por un acuerdo plenamente valencianista, sin fuerzas estatales. La propuesta tuvo enseguida el respaldo de Esquerra Nacionalista Valenciana, que se sumó inmediatamente. También lo hizo posteriormente Els Verds del País Valencià. Con el Bloc Nacionalista Valencià también hubo conversaciones, sobre todo teniendo en cuenta los problemas que encontraba por el camino su alianza con Podemos, pero finalmente llegó a un acuerdo in extremis con Compromís.
Delante de la posibilidad que Iniciativa y Verds-Equo se mantuvieran fieles a Podemos, el Bloc tenía esta opción delante de la mesa: un acuerdo que se sugirió llamar Compromís pel País Valencià -la denominación registrada el 2007, el año del primer Compromís entre EUPV y el Bloc y que también se propuso llamar Ara País Valencià, la fórmula escogida finalmente.